# Ле-Вижан
Ле-Вижа́н (фр. и окс. Le Vigean) — коммуна во Франции, находится в регионе Овернь. Департамент — Канталь. Входит в состав кантона Морьяк. Округ коммуны — Морьяк.
Код INSEE коммуны — 15261.
Коммуна расположена приблизительно в 410 км к югу от Парижа, в 85 км юго-западнее Клермон-Феррана, в 35 км к северу от Орийака.

## Население
Население коммуны на 2008 год составляло 825 человек.
| 1962 | 1968 | 1975 | 1982 | 1990 | 1999 | 2008 |
| ---- | ---- | ---- | ---- | ---- | ---- | ---- |
| 822  | 1041 | 919  | 856  | 857  | 879  | 825  |

## Экономика
В 2007 году среди 513 человек в трудоспособном возрасте (15—64 лет) 405 были экономически активными, 108 — неактивными (показатель активности — 78,9 %, в 1999 году было 72,8 %). Из 405 активных работали 381 человек (211 мужчин и 170 женщин), безработных было 24 (7 мужчин и 17 женщин). Среди 108 неактивных 30 человек были учениками или студентами, 47 — пенсионерами, 31 были неактивными по другим причинам.

## Достопримечательности
- Церковь Сен-Лоран (XII век). Памятник истории с 1968 года[3]
- Замок Шамбре

## Фотогалерея
- Церковь Сен-Лоран
- Церковь Сен-Лоран
- Мэрия
- Карта коммуны